# Hemeroblemma soluta
Hemeroblemma soluta är en fjärilsart som beskrevs av Walker 1865. Hemeroblemma soluta ingår i släktet Hemeroblemma och familjen nattflyn. Inga underarter finns listade i Catalogue of Life.